# Nordijska kombinacija na Zimskih olimpijskih igrah 2002
Rezultati nordijske kombinacije na XIX. zimskih olimpijskih igrah.

### Posamično
| Medalja | Tekmovalec           | Čas     |
| Zlato   | Samppa Lajunen (FIN) | 39:11.7 |
| Srebro  | Jaakko Tallus (FIN)  | 39:36.4 |
| Bron    | Felix Gottwald (AVT) | 40:06.5 |

### Ekipno
| Medalja | Ekipa                                                                        | Čas     |
| Zlato   | Finska (Jari Mantila, Hannu Manninen, Jaakko Tallus, Samppa Lajunen)         | 48:42.2 |
| Srebro  | Nemčija (Björn Kircheisen, Georg Hettich, Marcel Höhlig, Ronny Ackermann)    | 48:49.7 |
| Bron    | Avstrija (Christoph Bieler, Christoph Gruber, Mario Stecher, Felix Gottwald) | 48:53.2 |

### Šprint
| Medalja | Tekmovalec            | Čas     |
| Zlato   | Samppa Lajunen (FIN)  | 16:40.1 |
| Srebro  | Ronny Ackermann (NEM) | 16:49.1 |
| Bron    | Felix Gottwald (AVT)  | 17:20.3 |